# Vila Františka Kovaříka (Hlubočepy)
Vila Františka Kovaříka je rodinný dům, který stojí v Praze 5-Hlubočepích ve vilové čtvrti Barrandov ve svahu mezi ulicemi Barrandovská a Skalní. Od 25. listopadu 1992 je chráněna jako kulturní památka České republiky.

## Historie
Projekt vily byl roku 1937 původně vyhotoven pro ing. Němce, ještě před vlastní výstavbou jej i s pozemkem koupil hudební nakladatel František Kovařík. Jednalo se o variantu typové vily určené původně pro výstavbu v ulici Pod Habrovou, která vzešla z ateliéru architekta Jaroslava Fragnera. Pro ing. Němce ji upravil architekt Ladislav Syrový.

### Po roce 1948
Roku 1961 koupila vilu malířka Alena Ladová.

### Po roce 1989
Vila prošla rekonstrukcí, při které byla zateplena. Protože měla původně hluboce rýhovanou omítku, bylo navrženo vyrobit na zakázku speciální omítku, která svou tloušťkou umožnila původní rýhování.

## Popis
Vila je postavená ve svahu v horní části pozemku. Stavba na čtvercovém půdorysu s plochou střechou je směrem k ulici Skalní dvoupodlažní, směrem k Barrandovské třípodlažní. Jednotlivá podlaží jsou oddělena pásovými sdruženými okny. Na okna navazují průběžné terasy, v horním podlaží navíc lodžie s přesahující střechou. Omítka domu je hrubozrnná a výrazně strukturovaná. Rámy oken jsou natřené červenou barvou, stejnou barvu má i trubkové zábradlí. Obě boční fasády jsou ploché, člení je pouze pásy sdružených oken. Dům je směrem od ulice Skalní přístupný po schodišti.
Dochovány zůstaly vlýskové podlahy v interiéru, také originální keramické obklady a původní kování. Původní jsou také osvětlovací tělesa, dřevěné parapety, schodiště a vestavěné koupelnové skříňky.
Do zahrady jsou zakomponovány kamenné zídky a terasy, které propojuje schodiště. V dolní části zahrady při ulici Barrandovská je umístěna zděná garáž.